# ГЕС Đăk R’Tih 1
ГЕС Đăk R’Tih 1 – гідроелектростанція у південній частині В’єтнаму. Знаходячись перед ГЕС Đăk R’Tih 2, становить верхній ступінь дериваційного каскаду на основі ресурсі із річки Đăk R’Tih, правої притоки Донг-Най (тече у південному напрямку до злиття на околиці Хошиміна з річкою Сайгон, після чого під назвою Soài Rạp досягає Південно-Китайського моря). 
В межах проекту річку перекрили земляною греблею висотою 42 метри та довжиною 553 метри. Разом з трьома допоміжними дамбами вона утримує водосховище з площею поверхні 10 км2 та об’ємом 137,1 млн м3, в якому припустиме коливання рівня поверхні у операційному режимі між позначками 603 та 618 метрів НРМ.  
Зі сховища по лівобережжю прокладено канал довжиною біля 5 км, котрий веде до водозабірної споруди. Від останньої по водоводу довжиною біля 0,5 км ресурс потрапляє до наземного машинного залу, облаштованого на лівому березі Đăk R’Tih.
Основне обладнання станції становлять дві турбіни типу Френсіс потужністю по 41 МВт. 
Видача продукції відбувається по ЛЕП, розрахованій на роботу під напругою 220 кВ.